# Paolo Scandaletti
Paolo Scandaletti (Padova, 19 giugno 1936) è un giornalista, scrittore e storico italiano.

## Biografia
Durante gli studi all'Università Cà Foscari di Venezia, fondò un periodico universitario, Il setaccio, con Gilberto Muraro e Antonia Arslan. Nel 1963 entrò a L'Avvenire d'Italia, diretto da Raniero La Valle, Piero Pratesi e Albino Longhi, diventando collaboratore della "terza pagina" e capocronista per Padova. Nel 1968 passò a Il Gazzettino, diretto da Alberto Cavallari, poi da Lauro Bergamo, Gianni Crovato e Giorgio Lago, come inviato speciale in Italia e all'estero, editorialista, capo della redazione romana, vicedirettore; giornalista parlamentare per oltre quindici anni.
Dal 1965 al 1976 ha progettato i convegni di Recoaro sull'informazione e l'editoria.
Fu consulente (1969-1970) per la Presidenza del Consiglio dei ministri per la stesura della prima legge sull'editoria e, successivamente (1977-1978) capo-ufficio stampa del Ministero delle partecipazioni statali Antonio Bisaglia. Dopo aver collaborato con inchieste al Tg1 venne chiamato da Biagio Agnes nel 1987 al Dipartimento Relazioni Pubbliche della Rai, dove lavorò fino al 1997.
Dal 1979 a Venezia è presidente del Comitato tecnico-scientifico del Centro di cultura di Palazzo Grassi; dal 1987 presidente della giuria-saggistica del Premio Salotto Veneto, dal 1991 critico per la Rivista del Cinematografo. 
Dal 1984 al 1995, è stato docente di Storia e tecnica del quotidiano presso l'Università degli Studi di Roma "Tor Vergata". Ha insegnato anche Comunicazione pubblica presso l'Università di Teramo (1999-2000) e l'Università degli Studi "Gabriele d'Annunzio" (2001-2004). Dal 2002 al 2004 ha tenuto corsi di Comunicazione politica e dal 2005 il nuovo corso di Etica della comunicazione presso la Libera università internazionale degli studi sociali Guido Carli, nonché diretto la ricerca sulle professioni dei comunicatori in Italia e in Europa. Dal 2002 è stato docente di Storia del giornalismo presso l'Università degli Studi Suor Orsola Benincasa di Napoli.
Dal 1993 al 1999, è stato Presidente dell'Unione Cattolica Stampa Italiana, ha fondato e diretto per 18 anni DESK, rivista di cultura e ricerca sulla comunicazione e la collana de I Libri. Dal 1996 consulente del Garante per l'editoria prof. Francesco Casavola. Dal 2002 ideatore e partecipante al progetto del Rapporto annuale sulla comunicazione in Italia CENSIS-UCSI.
Dal 1990 con Giuliana Variola guidano gli incontri Libri e Autori a Grado, fondano Pordenonelegge e a Gorizia La storia in testa. Dal 2007 coordinano il progetto "Rileggiamo la Grande Guerra", finanziato dalla Regione Friuli-Venezia Giulia, che ha lo scopo di riflettere sugli eventi della prima guerra mondiale e sui loro effetti sul continente europeo, Che si sta sviluppando nel Museo virtuale della GG - finanziato dal ministero dei BBCC e sostenuto dal Presidente della Repubblica - e si sta allestendo nella stazione di Redipuglia, ceduta dalle FF.SS. al Comune.
Dirige la collana Storie delle città per le Edizioni Biblioteca dell'Immagine

## Premi
Scandaletti ha vinto vari premi, fra cui il Premio Veio (1979) e il Premio letterario Castiglioncello-Costa degli Etruschi per Antonio da Padova. È stato inoltre due volte finalista al Premio Estense, nel 1977 con Le tentazioni del compromesso e nel 1997 con Venezia è caduta, con il quale ha vinto il Premio del Libraio "Città di Padova".

## Libri
- Veneto Ottanta, Vicenza, Neri Pozza Editore, 1972, ISBN non esistente.
- Le tentazioni del compromesso, Torino, Società Editrice Internazionale, 1976, ISBN non esistente.
- La fine del compromesso, Vicenza, Marsilio Editori, 1979, ISBN non esistente.
- Marian Blazej Kruszylowicz, Bogumił Lewandowski, Paolo Scandaletti (a cura di), Un papa dalla Polonia, Padova, Edizioni Messaggero Padova, 1979, ISBN 88-7026-296-0.
- Antonio da Padova, Padova, Rusconi, 1981, ISBN non esistente.
- Galileo privato, Milano, Camunia, 1989, ISBN 88-7767-074-6.
- Come ho amato, Milano, Rizzoli, 1992, ISBN 88-17-66653-X.
- Snaidero: un uomo, un'impresa, Tolmezzo, Tipografia Moro Andrea, 1994, ISBN non esistente.
- Venezia è caduta, Vicenza, Neri Pozza Editore, 1997, ISBN 88-7305-580-X.
- Francesco Malgeri, Paolo Scandaletti (a cura di), Giornalismo cattolico e quarant'anni di UCSI, Roma, Studium, 1999, ISBN 88-382-3828-6.
- Chiara d'Assisi, Milano, BUR, 2002, ISBN 88-17-86506-0.
- Paolo Scandaletti, Rosa Maria Serrao (a cura di), Dionigi Tettamanzi: un uomo di fede e di cultura per la Chiesa Ambrosiana, Milano, In Dialogo, 2002, ISBN 88-8123-277-4.
- Come parla il potere, Milano, Sperling & Kupfer, 2003, ISBN 88-200-3525-1.
- Paolo Scandaletti (a cura di), I codici deontologici dei comunicatori, Napoli-Roma, IUSOB-UCSI, 2003, ISBN non esistente.
- Gian Candido De Martin, Paolo Scandaletti (a cura di), Informazione valori democrazia, Roma, LUISS University Press, 2003, ISBN 88-88877-09-6.
- Paolo Emilio Mazzoletti, Paolo Scandaletti (a cura di), La formazione dei comunicatori: repertorio ragionato dell'offerta universitaria, Napoli-Roma, IUSOB-UCSI, 2003, ISBN 88-901263-2-9.
- Paolo Emilio Mazzoletti, Paolo Scandaletti (a cura di), Quale comunicatore per il terzo millennio?, Napoli-Roma, IUSOB-UCSI, 2003, ISBN 88-901263-3-7.
- Storia del giornalismo e della comunicazione, Napoli, Ellissi, 2004, ISBN 88-244-8614-2.
- Etica e deontologie dei comunicatori, Roma, LUISS University Press, 2005, ISBN 88-88877-76-2.
- Paolo Scandaletti, Paola Springhetti (a cura di), 33 nomi per narrare la professione giornalistica, Napoli-Roma, IUSOB-UCSI, 2006, ISBN non esistente.
- Paolo Scandaletti (a cura di), Le confraternite nella società di Città della Pieve dal Medioevo a oggi, Città della Pieve, TP, 2007, ISBN 978-88-902002-1-2.
- Massimo Baldini, Paolo Scandaletti (a cura di), Le professioni dei comunicatori in Italia, Roma, LUISS University Press, 2007, ISBN 978-88-6241-001-4.
- Massimo Baldini, Paolo Scandaletti (a cura di), Università e professioni dei comunicatori in Europa, Napoli-Roma, IUSOB-UCSI, 2008, ISBN 978-88-6241-002-1.
- Alberto Monticone, Paolo Scandaletti (a cura di), Esercito e popolazioni nella Grande guerra, Udine, Gaspari, 2008, ISBN 88-7541-131-X.
- Paolo Scandaletti, Giuliana Variola (a cura di), Le crocerossine nella grande guerra, Udine, Gaspari, 2008, ISBN 88-7541-134-4.
- Alberto Monticone, Paolo Scandaletti (a cura di), Sui campi di battaglia per conoscere la storia, Udine, Gaspari, 2010, ISBN 88-7541-186-7.
- Paolo Scandaletti, Michele Sorice (a cura di), Yes, credibility. La precaria credibilità del sistema dei media, Roma, UCSI, 2010, ISBN 978-88-85343-77-1.
- Paolo Scandaletti (a cura di), Dalla parte del lettore, Napoli-Roma, IUSOB-UCSI, 2011, ISBN 978-88-85343-93-1.
- Ottavio Missoni, Paolo Scandaletti, Una vita sul filo di lana, Milano, Rizzoli, 2011, ISBN 978-88-17-04745-6.
- Andrea Melodia, Paolo Scandaletti (a cura di), A bocca aperta, Napoli-Roma, IUSOB-UCSI, 2011, ISBN 978-88-85343-94-8.
- Storia di Venezia, Pordenone, Biblioteca dell'Immagine, 2014, ISBN 978-88-6391-096-4.
- Giambattista Tiepolo, la magia del colore, Pordenone, Biblioteca dell'Immagine, 2012, ISBN 978-88-6391-117-6.
- Storia dell'Istria e della Dalmazia. L'impronta di Roma e di Venezia, le foibe di Tito e l'esodo degli italiani, Pordenone, Biblioteca dell'immagine, 2013, ISBN 978-88-6391-130-5.
- Storia di Aquileia e di Grado, Pordenone, Biblioteca dell'Immagine, 2014, ISBN 978-88-6391-153-4
- Geschichte von Venedig, Pordenone, Biblioteca dell Immagine, 2015, ISBN 978-88-6391-188-6
- Storia del Vaticano, Pordenone, Biblioteca dell'Immagine, 2015, ISBN 978-88-6391-193-0
- Storia di Roma, Pordenone, Biblioteca dell'Immagine. 2017, ISBN 978-88-6391-271-5